# Jean-Pierre Talvard

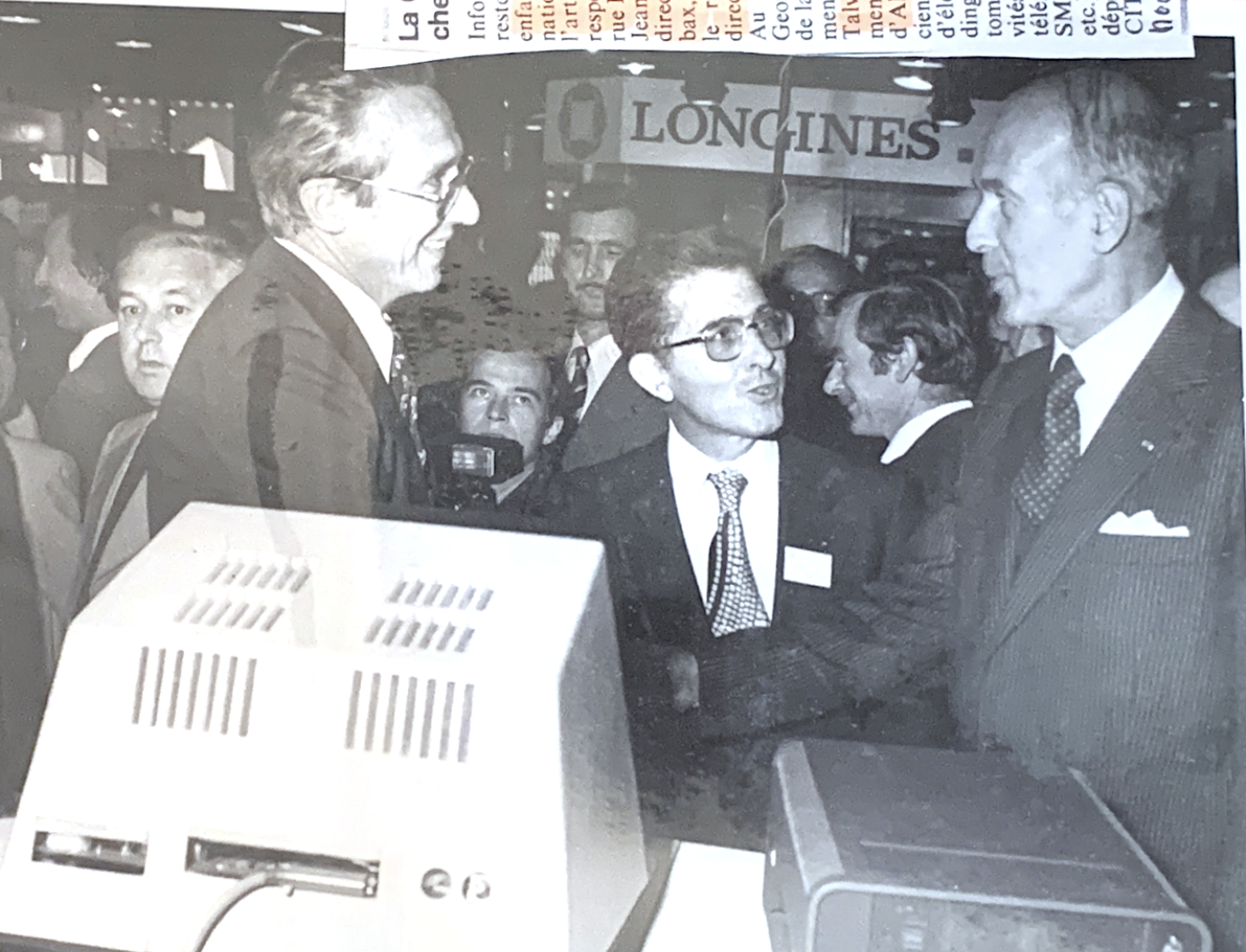
Jean Pierre Talvard (à gauche), Georges Seban et Valéry Giscard d'Estaing, lors du Salon international de l'informatique, de la communication et de l'organisation du bureau (1972).

Jean-Pierre Talvard est un homme d'affaires, inventeur et ingénieur français, né le 10 juin 1936 à Clermont-Ferrand. Il est particulièrement connu pour avoir créé avec Henri Seydoux l'entreprise Parrot. Il a également été le directeur général de LogAbax. Engagé dans cette entreprise dès 1965 comme ingénieur d’études, il en devient directeur général en 1981.

## Biographie
Jean-Pierre Talvard passe son enfance dans le château familial au Cheix-sur-Morge en Auvergne. Il y grandit avec son grand-père, Alexis Talvard, ancien ingénieur en chef des usines Michelin. 
Il est diplômé de l’École supérieure d'électricité (Promotion 1959), puis entre chez Philips en tant qu'ingénieur en 1962.

### LogAbax (1965-1980)
En 1965, il est engagé par LogAbax comme ingénieur d’études. Dans cette société de 200 employés, il fut le seul électronicien parmi les mécaniciens. Il terminera directeur général de LogAbax, qui atteindra les 2 000 employés. 
A son arrivée en 1965, LogAbax essayait de survivre en usinant essentiellement des pièces mécaniques pour l’automobile, l'aviation, etc, et commercialisait des machines électromécaniques pour la comptabilité, achetées en Allemagne de l’Est. La Direction de l’époque avait compris que pour survivre, elle devait se remettre en cause et aller vers le développement des calculateurs électroniques (à l’époque on ne parlait pas encore d’ordinateurs). C'est dans cette optique que Jean-Pierre Talvard fut recruté ; les mécaniciens voyant d’un très mauvais œil ce virage vers l’électronique. La production de LogAbax s'est progressivement développée : des facturières pour commencer, puis des ordinateurs de bureau et enfin un petit PC avec le microprocesseur Intel Z80.
Autour de ces différentes machines, il fallait des périphériques (notamment des imprimantes). Les équipes de LogAbax ont alors développé la technique d’impression des imprimantes mosaïques et ont été pendant près de 5 ans l’un des deux leaders mondiaux de ce type d’impression.
À partir de 1980, l'entreprise a été rattrapée et rapidement dépassée par les américains avec Apple et IBM et par les japonais avec les imprimantes à jet d’encre. Néanmoins, Jean-Pierre Talvard reste l'un des pionniers de l'informatique français.

### Postes variés de direction (1981-1992)
À la suite de l'aventure LogAbax, Jean-Pierre Talvard est nommé à la direction du développement chez CGE/Alcatel. Il occupe ce poste entre 1981 et 1984.
En 1984, il fonde l'entreprise Djinntel. Il en est le principal actionnaire, ainsi que le président. L'objectif de Djinntel fut de développer un micro-ordinateur couplé au Minitel.
Entre 1987 et 1990, il devient le directeur général adjoint de la société IER. Il organisa le développement des imprimantes à aiguilles de carte d'accès à bord, ainsi que le développement d'imprimantes thermiques pour étiquettes de bagages.
De 1990 à 1992, nommé directeur commercial de CGA, il va ordonner le développement de bornes de billets SNCF et Air Inter et le développement de dispositifs d'accès pour les autoroutes et métros.

### Parrot (1992-2002)
En 1992, avec Henri Seydoux, il fonde la société Parrot,,, dans laquelle il est actionnaire et vice-président. L'entreprise travaille sur la conception d'un organisateur à reconnaissance vocale, nommé Parrot (d'où le nom de l'entreprise).  Lors des premiers tests, le produit ne fonctionne pas et répétait sans cesse « Ce nom n'est pas référencé ». À la suite de cela, Josiane Talvard, femme de Jean-Pierre Talvard, compara l'objet à un perroquet, ce qui amusa les deux inventeurs et gardèrent le nom traduit en anglais.
Parrot fut l'une des premières entreprises françaises à développer la technologie bluetooth, notamment pour le premier kit mains libres de voiture à reconnaissance vocale.
En 2002, Jean-Pierre Talvard quitte la société Parrot en vendant ses parts[réf. nécessaire].